# Скуола (Болоња)
Скуола (итал. Scuola) је насеље у Италији у округу Болоња, региону Емилија-Ромања.
Према процени из 2011. у насељу је живело 46 становника. Насеље се налази на надморској висини од 121 м.